# 布勒蒂涅圣母村
布勒蒂涅圣母村（法語：Bretigney-Notre-Dame，法語發音：[bʁətiɲɛ nɔtʁ dam]）是法国杜省的一个市镇，位于该省北部，属于贝桑松区。

## 地理
布勒蒂涅圣母村（47°18'46"N, 6°18'10"E）面积5.62 平方千米，位于法国勃艮第-弗朗什-孔泰大區杜省，该省份为法国东部内陆省份，北起上索恩省，西接汝拉省，东部及东南部与瑞士接壤，东北部与贝尔福地区省接壤。
与布勒蒂涅圣母村接壤的市镇（或旧市镇、城区）包括：埃南、乌涅-杜沃、圣瑞昂、锡耶布莱丰、阿伊塞。

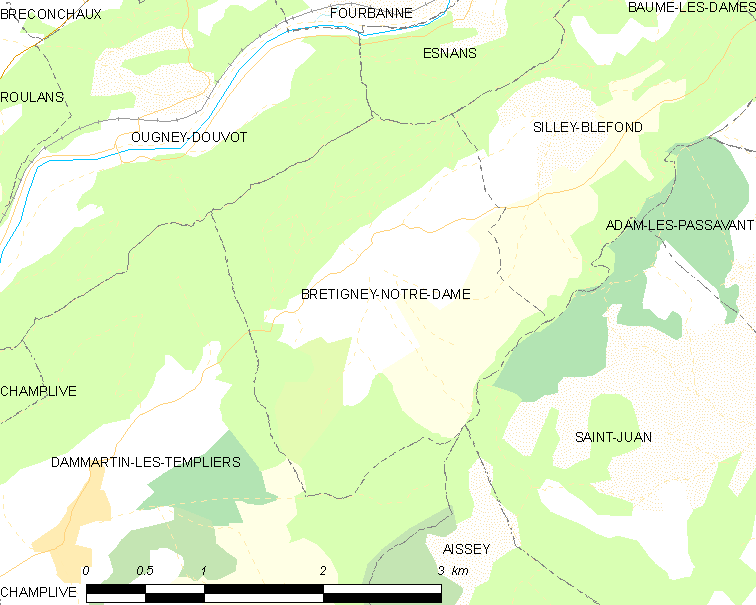
布勒蒂涅圣母村的OSM定位图

布勒蒂涅圣母村的时区为UTC+01:00、UTC+02:00（夏令时）。

## 行政
布勒蒂涅圣母村的邮政编码为25110，INSEE市镇编码为25094。

## 政治
布勒蒂涅圣母村所属的省级选区为博姆莱达姆县。

## 人口

1962-2008年间布勒蒂涅圣母村人口变化图示

布勒蒂涅圣母村于2022年1月1日时的人口数量为119人。